# Stylops apicalis
Stylops apicalis  (лат.) — вид веерокрылых насекомых рода Stylops из семейства Stylopidae. США (Калифорния, Орегон).
Паразиты пчёл вида Andrena saccata Viereck (Andrena, Andrenidae). Лапки самцов 4-члениковые, усики 6-члениковые с боковыми отростками. Голова поперечная. Обладают резким половым диморфизмом: самцы крылатые (2 пары узких крыльев: передние маленькие и узкие, задние широкие), самки бескрылые червеобразные эндопаразиты.
Вид был впервые описан в 1937 году американским энтомологом профессором Ричардом Бохартом (Bohart, Richard M.; 1913—2007).